# (29075) 1950 DA
1950 DA (asteroide 29075) é um asteroide Apollo. Possui uma excentricidade de 0.50742362 e uma inclinação de 12.18157º.
Este asteroide foi descoberto no dia 22 de fevereiro de 1950 por Carl Alvar Wirtanen em Mount Hamilton.
O asteroide é notável por ter a maior probabilidade de impacto com a Terra.
Ao que tudo indica, atualmente esse é o objeto que maiores chances tem de impactar diretamente com a Terra.
Segundo dados do JPL, as chances de colisão em 2880 são de 1 em 8,300. Esse objeto, um esferóide assimétrico, tem um diâmetro de 1.1 km e gira ao redor do próprio eixo em 2.1 horas, o mais rápido movimento rotacional observado em um asteroide desse tamanho.